# Chrysochloroma vulcanica
Chrysochloroma vulcanica là một loài bướm đêm trong họ Geometridae.